# Constant Awashish
Pour les articles homonymes, voir Awashish.
Constant Awashish, né en 1981 à La Tuque au Québec, est un homme politique atikamekw nehirowisiw. Depuis 2014, il est le Grand Chef du Conseil de la Nation Atikamekw (CNA). Il est notamment connu pour avoir déclaré, avec les autres chefs de la nation, la souveraineté sur leur territoire ancestral, le Nitaskinan.

## Biographie

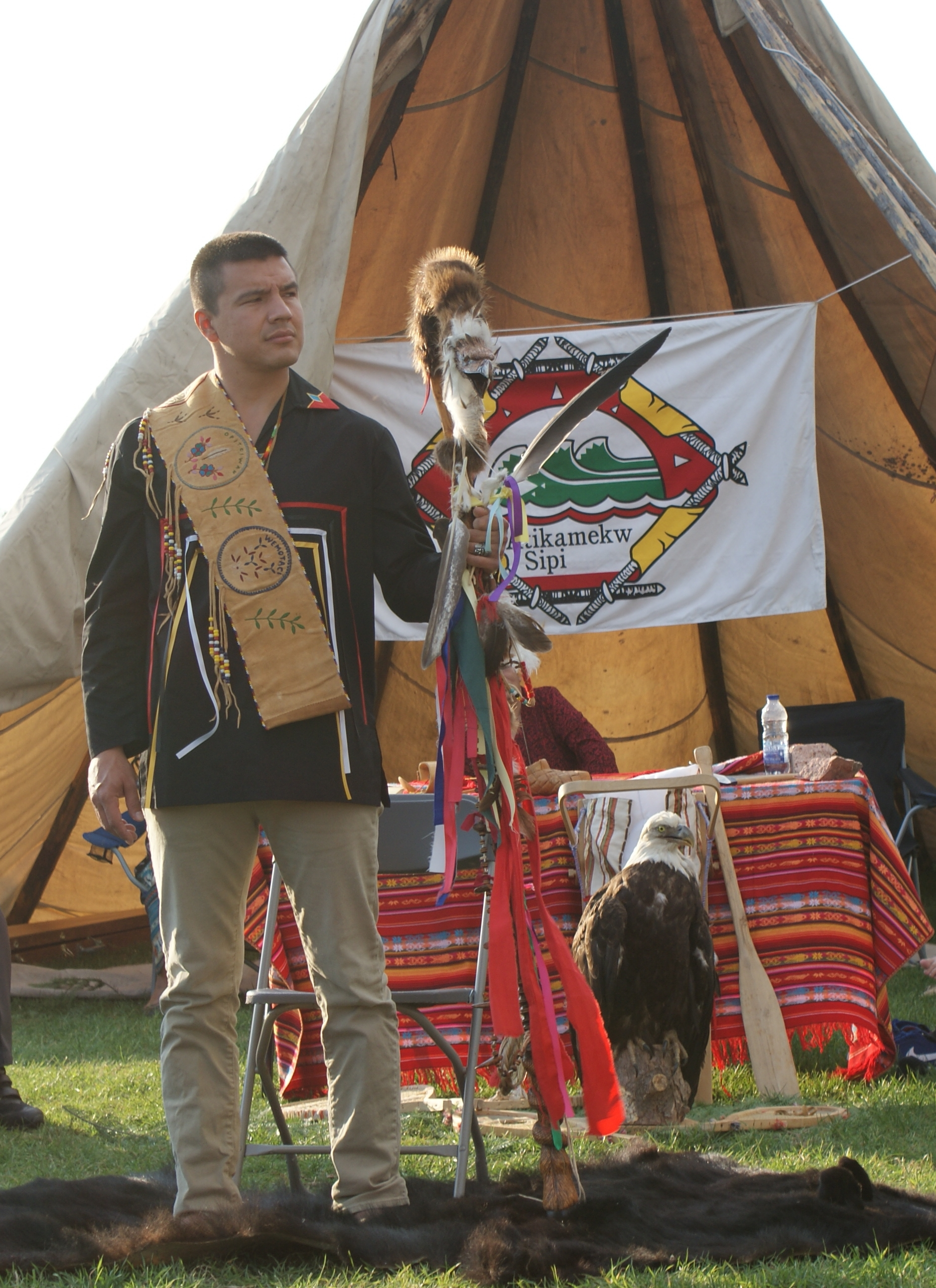
Assermentation

Né à La Tuque en Mauricie au Québec en 1981, Constant Awashish est majoritairement élevé par ses grands-parents maternels sur la réserve indienne atikamekw d’Opitciwan dans le Nord de la Mauricie. Il fait ses études primaires et secondaires à La Tuque, puis, il est diplômé en droit de l'Université d'Ottawa et se spécialise dans les droits des autochtones et territoriaux, la législation des entités autochtones ainsi que le droit corporatif.
Lors du scrutin du 2 septembre 2014, il est élu grand chef du conseil de la Nation atikamekw et président de la corporation du Conseil de la nation atikamekw, succédant ainsi à la grande chef démissionnaire Eva Ottawa qui a occupé ce poste de 2006 à 2013. Avec 65 % des voix, il récolte 1 204 votes face à ses opposants Éva Ottawa et André Quitich qui ont récolté respectivement 275 et 387 votes.

## Déclaration de souveraineté
Quelques jours après l'élection de Constant Awashish, les chefs atikamekw déclarent unilatéralement la souveraineté sur le territoire ancestral atikamekw nehirowisiw, le Nitaskinan, par une revendication globale,. En effet, lors d’une conférence de presse à Québec, Constant Awashish, entouré de Christian Awashish, chef des Atikamekw d’Opitciwan, David Boivin, chef des Atikamekw de Wemotaci et Jean-Roch Ottawa, chef des Atikamekw de Manawan, affirme les droits ancestraux des Atikamekw sur un territoire de plus de 80 000 km² au nord de Trois-Rivières. Constant Awashish affirme que, contrairement aux Cris, les Attikamekw n'ont pas cédé ni vendu leurs terres,.